# ペーター・ヴィルヘルム・ルンド

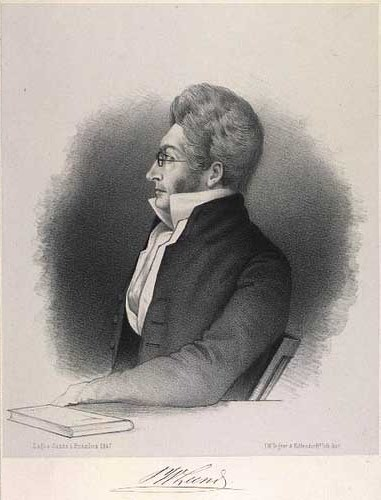
Peter Wilhelm Lund

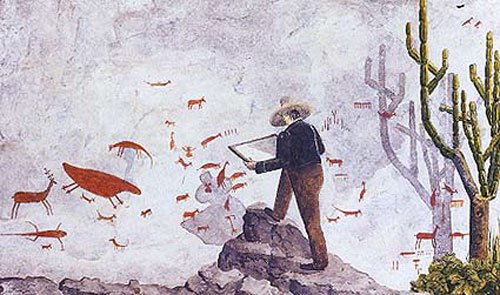
洞窟画をスケッチするルンド
(画）P.A.ブラント

ペーター・ヴィルヘルム・ルンド（Peter Wilhelm Lund 、1801年6月14日 – 1880年5月25日）はデンマークの古生物学者、動物学者、考古学者である。人生の大部分をブラジルで過ごした。ブラジルの古生物学、考古学の父ともされる。スミロドン（サーベルタイガー）など、先史時代の多くの種について記載した。先史時代に絶滅した生物と人類が共存していたことを示す証拠の発見もした。

## 略歴
コペンハーゲンの裕福な家に生まれた。医者になるための教育を受けるが、父親の死によって、医学に進むのをやめ、自然科学の道に進んだ。学生時代にすでに国際的に評価された論文を執筆した。軽度の結核にかかり、保養のためにブラジルに渡り、3年半、ブラジルでリオデジャネイロ近郊の植物や鳥類、昆虫を採集して過ごし、現地のアリ、陸貝類、鳥について執筆した。1929年にヨーロッパに戻り、キール大学で博士号を得た後、イタリアに旅し、パリにも住んだ。パリでは当時最も高名な比較解剖学の研究者であるジョルジュ・キュビエの影響を受けた。キュビエの唱えた、激変説（Catastrophism）はルンドの科学活動の基盤となった。
1832年にブラジルに再び渡り、その後ヨーロッパに戻ることはなかった。はじめの2年はリオデジャネイロとサンパウロ地域で主に植物標本を集めた。チャールズ・ダーウィンが、1832年にリオを訪れているが、2人が会ったという記録はない。
1835年に、ミナスジェライス州やラゴアなどの内陸部を旅し、独特のカルスト地質の領域に氷河期の絶滅した動物種の骨化石の残る洞窟を発見した。ラゴアサンタの小さな町に8年間住んで、マストドンとグランドナマケモノなどの絶滅種の20,000以上の骨を、発掘収集し、分類や研究を行った。ノルウェーの画家、ブラント（Peter Andreas Brand）やデンマークの植物学者、オイゲン・ワルミング（Eugen Warming）が研究を手伝った。
ラゴアサンタやベロ・オリゾンテを探検し、有名なスミロドン（サーベルタイガー）を含む数十の種を記載した。南アメリカの先史時代の洞窟絵画を見つけ記録したことでも知られる。1843年には絶滅種の動物化石の中に、化石化したヒトの頭蓋骨などを発見し、ヒトと絶滅生物が同時期に存在したことを見出した。
人骨の発見の一年後に、ルンドは、突然、資金不足を理由にを、洞窟での発掘作業を停止した。膨大なコレクションをデンマークの王室と民間に寄贈した。健康状態が優れないことを理由に、ヨーロッパに戻らず、ラゴアサンタに滞在した。ルンドの発見は、ダーウィンによって高く評価された。
その後の35年は、彼のコレクションを研究するコペンハーゲンの学芸員と手紙のやり取りをしたり、ブラジルを訪れる、若いヨーロッパの博物学者の訪問を受けて過ごした。ルンドのコレクションの研究書、"E Museo Lundii"は1888年に刊行された。

## 評伝
- Birgitte Holten,Michael Sterll, Jon Fjeldså: Den forsvundne maler.P.W. Lund og P.A. Brandt i Brasilien. Museum Tusculanum Press. 2009. ISBN 978-87-7289-743-1  (240 pp)[5]
- Jensen, A. (1932) Peter Wilhelm Lund, pp. 110–114 in: Meisen, V. Prominent Danish Scientists through the Ages. University Library of Copenhagen 450th Anniversary. Levin & Munksgaard, Copenhagen.
- Luna, Pedro Ernesto de: Peter Wilhelm Lund: o auge das suas investigações científicas e a razão para o término das suas pesquisas, (in Portuguese) Ph.D. thesis, Universidade de São Paulo, 2007.